# Пимен (Савёлов)

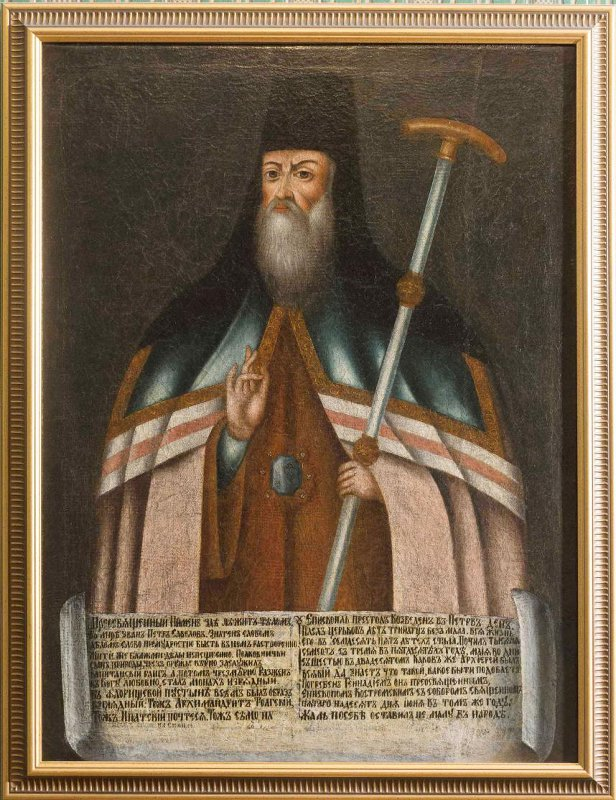
Портрет XVIII в.

Епископ Пимен (в миру Пётр Савёлов; 1678 — 26 мая [6 июня] 1753) — епископ Русской православной церкви, епископ Вологодский и Белозерский (1740—1753).

## Биография
Родился в 1678 году. Происходил из тульской ветви древнего дворянского рода Савёловых.
Военную службу оставил в звании капитана.
Подвиг иночества начал послушником в московском Новоспасском монастыре; принял монашеский постриг с именем Пимен во Флорищевой Успенской пустыни Владимирской епархии.
С 1718 года — архимандрит Толгского Богородицкого монастыря в Ярославле.
В 1736 году был назначен архимандритом Костромского Ипатьевского монастыря; 29 июня 1740 года хиротонисан во епископа Вологодского и Белозерского.
Скончался 26 мая (6 июня) 1753 года. Погребён в Вологодском кафедральном соборе во имя Святой Софии Премудрости Божией. Эпитафия над его гробом: «Слово премудростию бысть в нем растворено, житие же благими делы испещрено».